# Der gescheiterte Varus

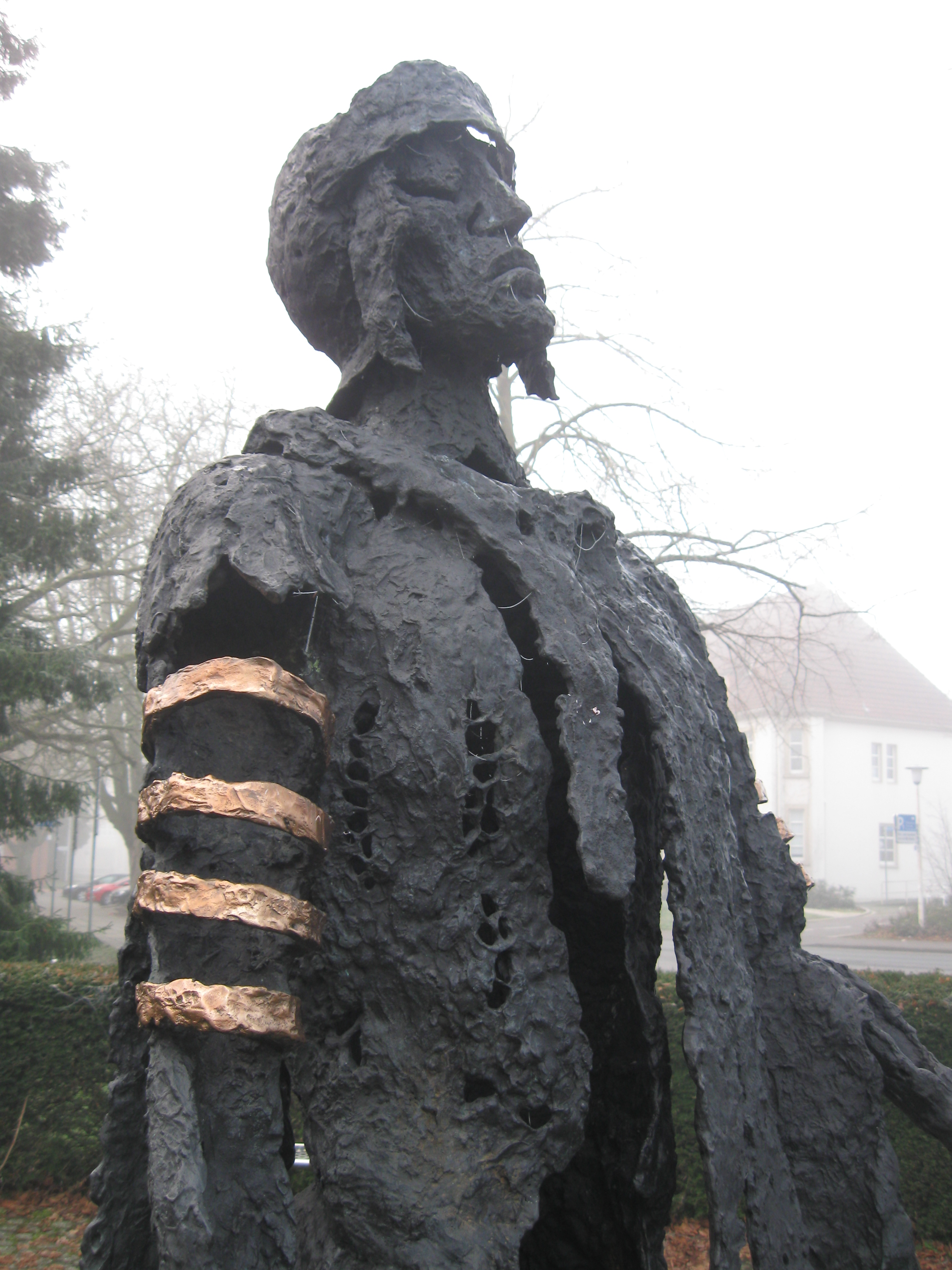
Der gescheiterte Varus

Der gescheiterte Varus ist eine Plastik aus Bronze im Kardinal-von-Galen-Park nahe der Innenstadt von Haltern am See in der Nähe des frühneuzeitlichen Siebenteufelsturms. Sie wurde als erstes Projekt der 2001 gegründeten Kulturstiftung Masthoff von Wilfried Koch geschaffen und im Jahre 2003 in der Parkanlage am Rande der Innenstadt aufgestellt. Die 2,30 m hohe und 650 kg schwere Bronzefigur stellt den geschlagenen Feldherrn Publius Quinctilius Varus nach der Varusschlacht dar. Sie spiegelt die innere Zerrissenheit und den tiefen Fall des verratenen und gedemütigten Heerführers wider, der im Jahre 9 mit seinen Truppen unterging und sich nach der Niederlage selbst tötete. Die Skulptur wurde der Stadt Haltern als Dauerleihgabe überlassen.

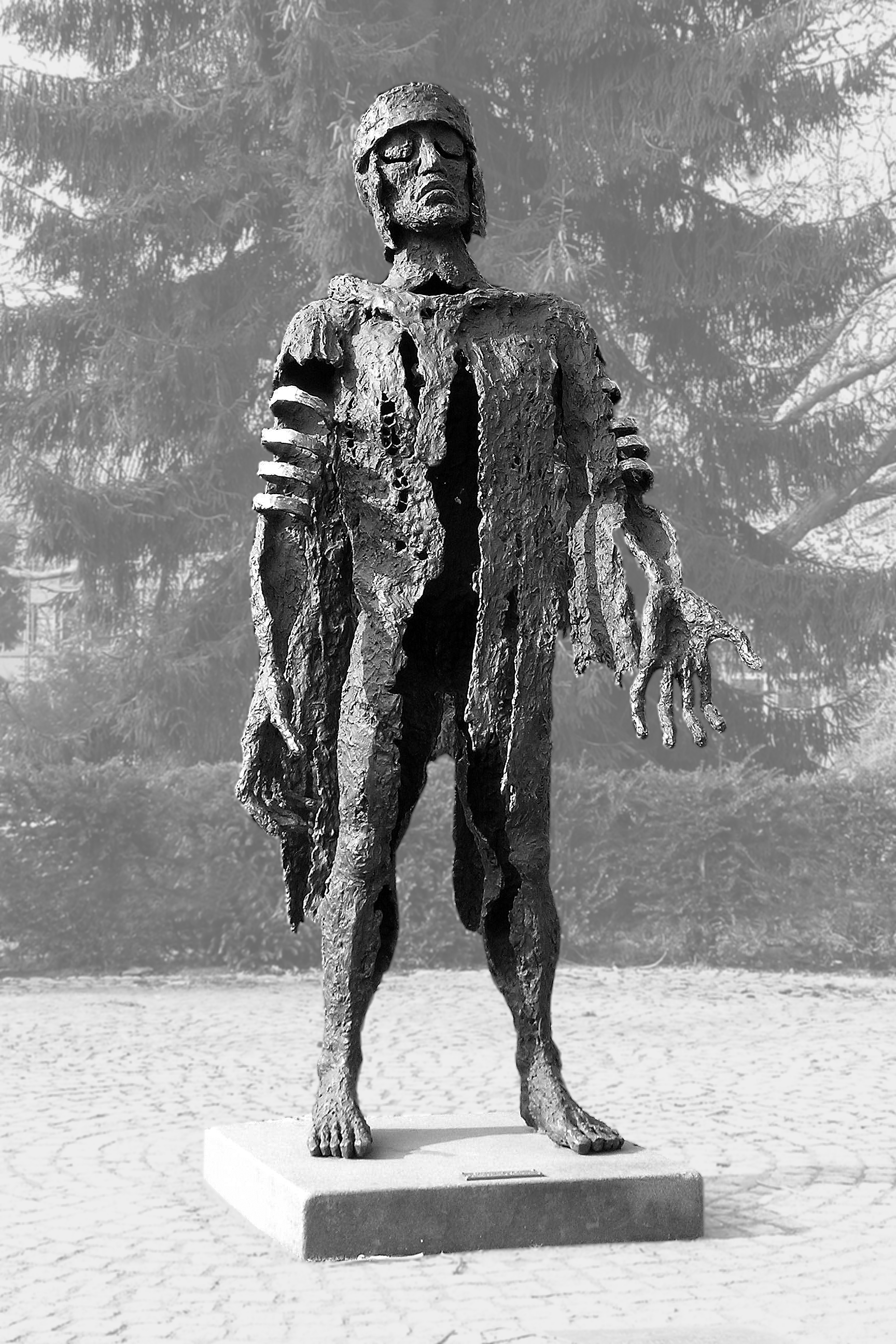
Skulptur
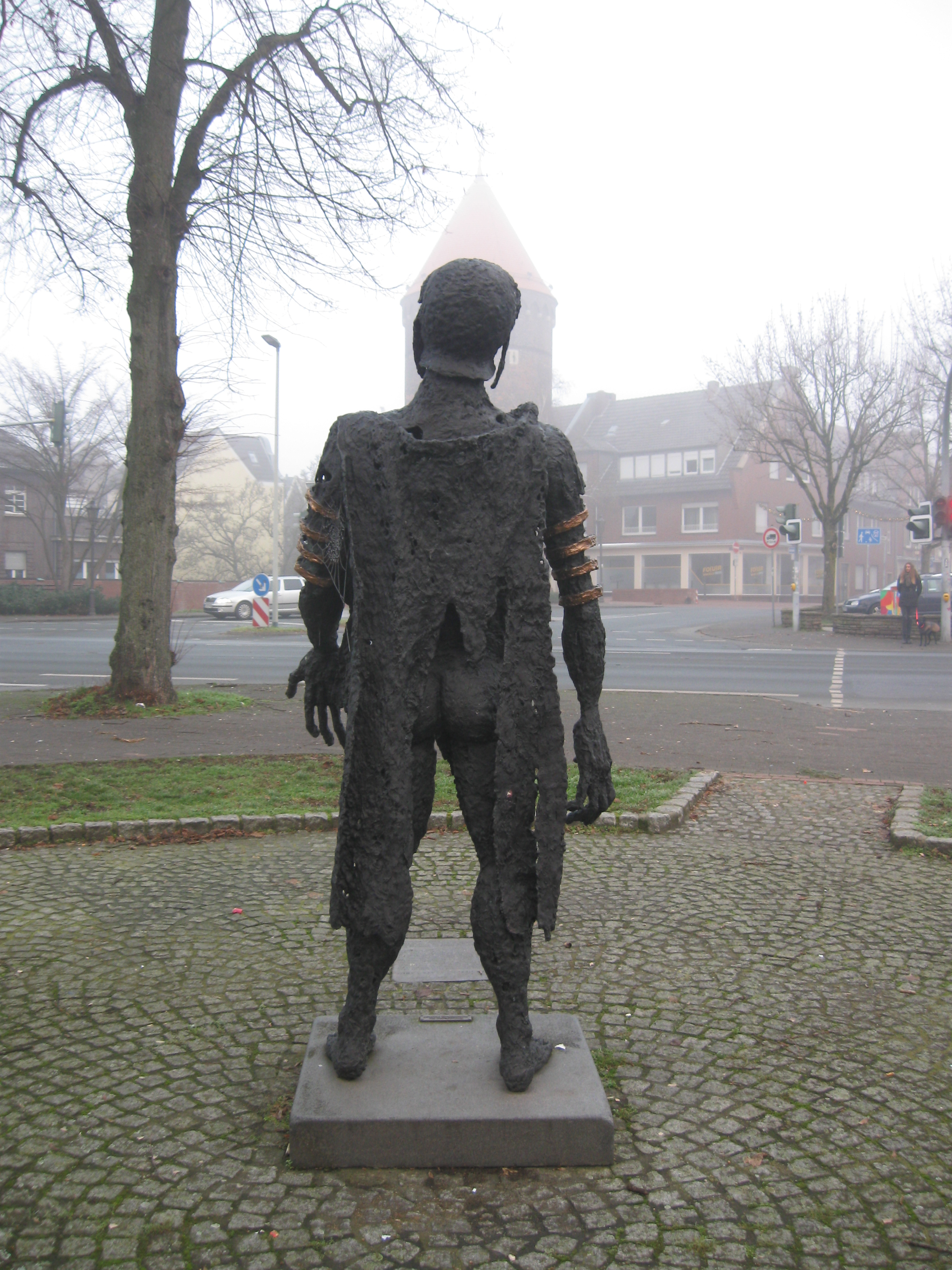
Rückseite
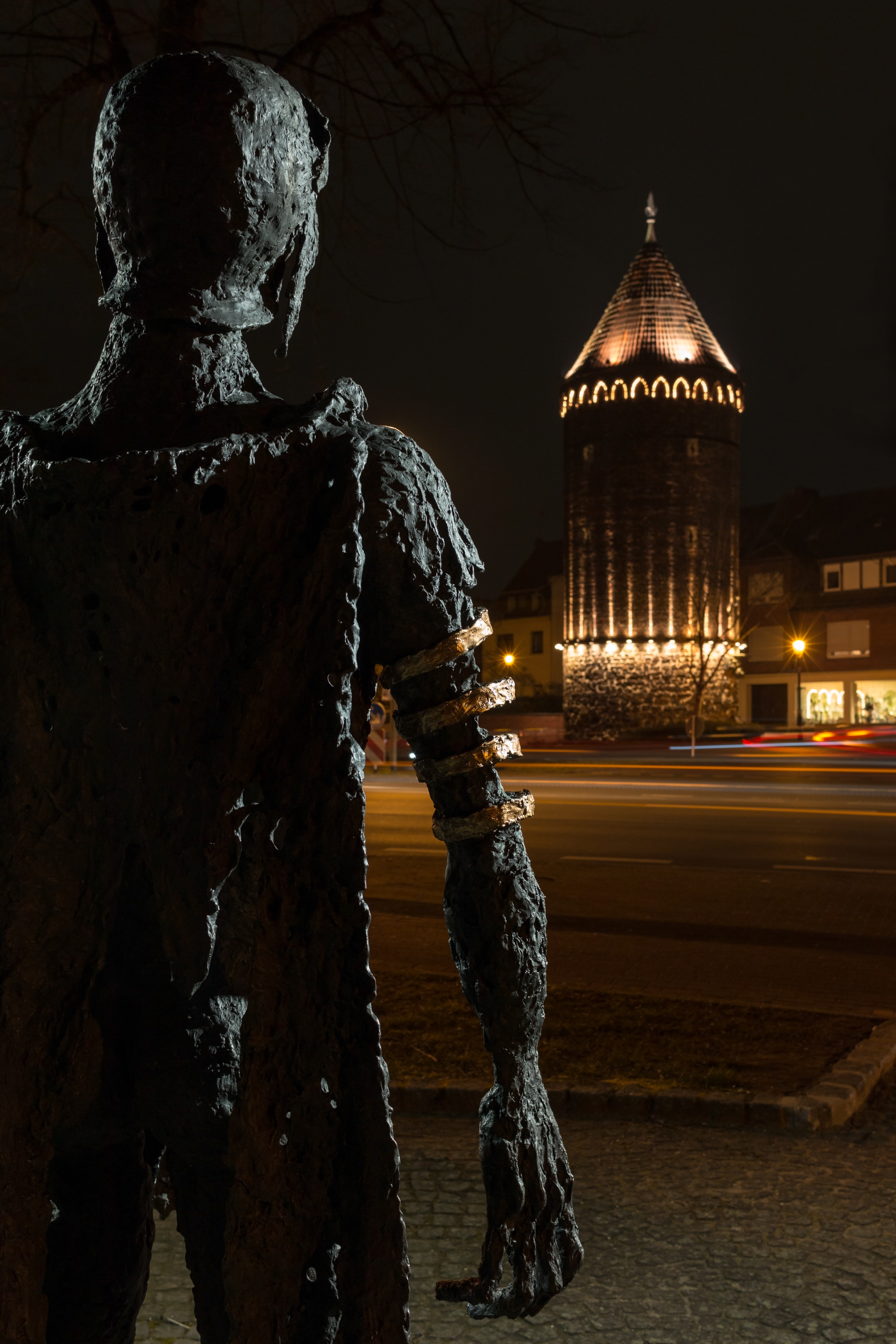
Blick auf den Turm bei Dunkelheit
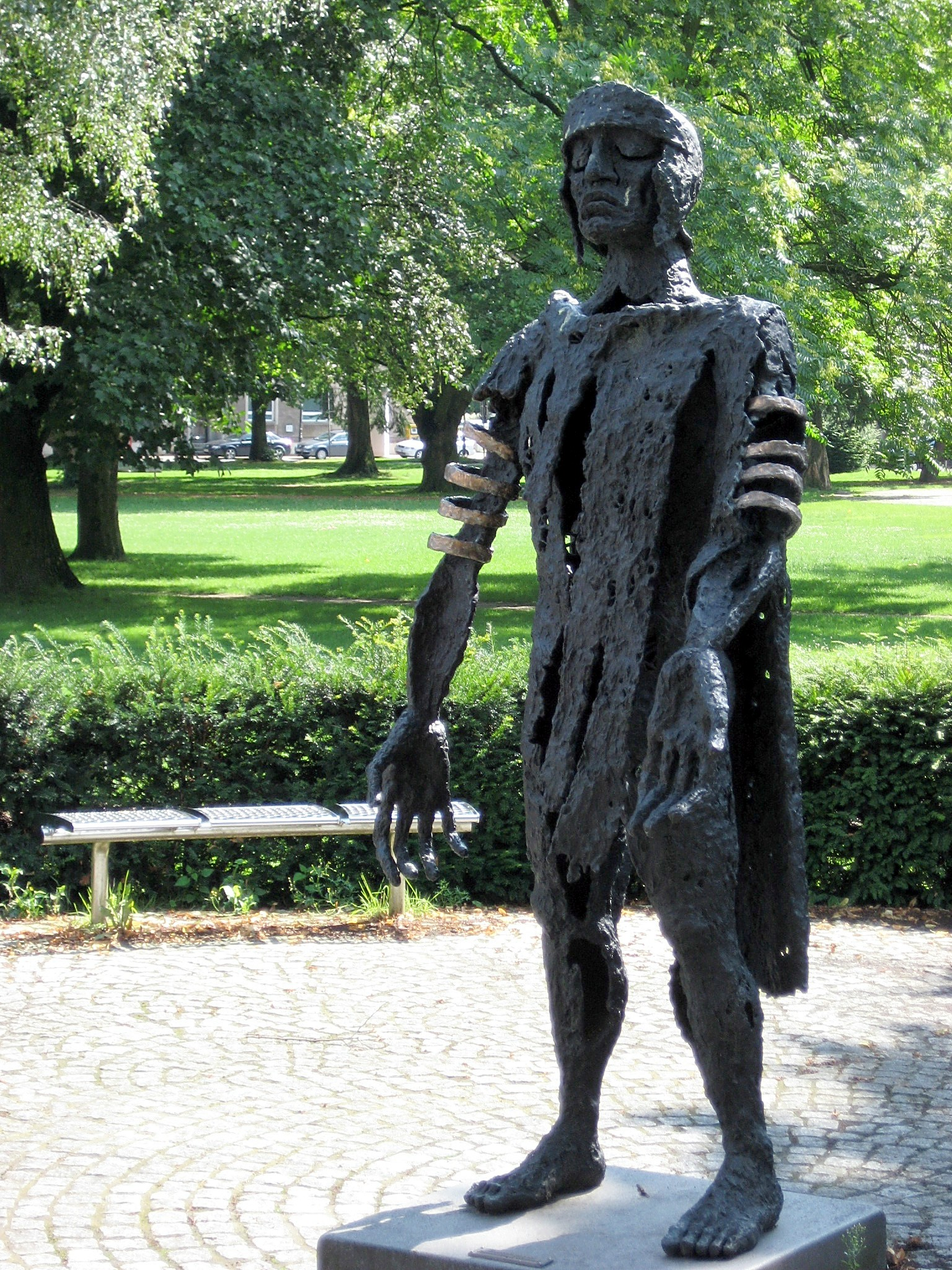
Varus im Sommer
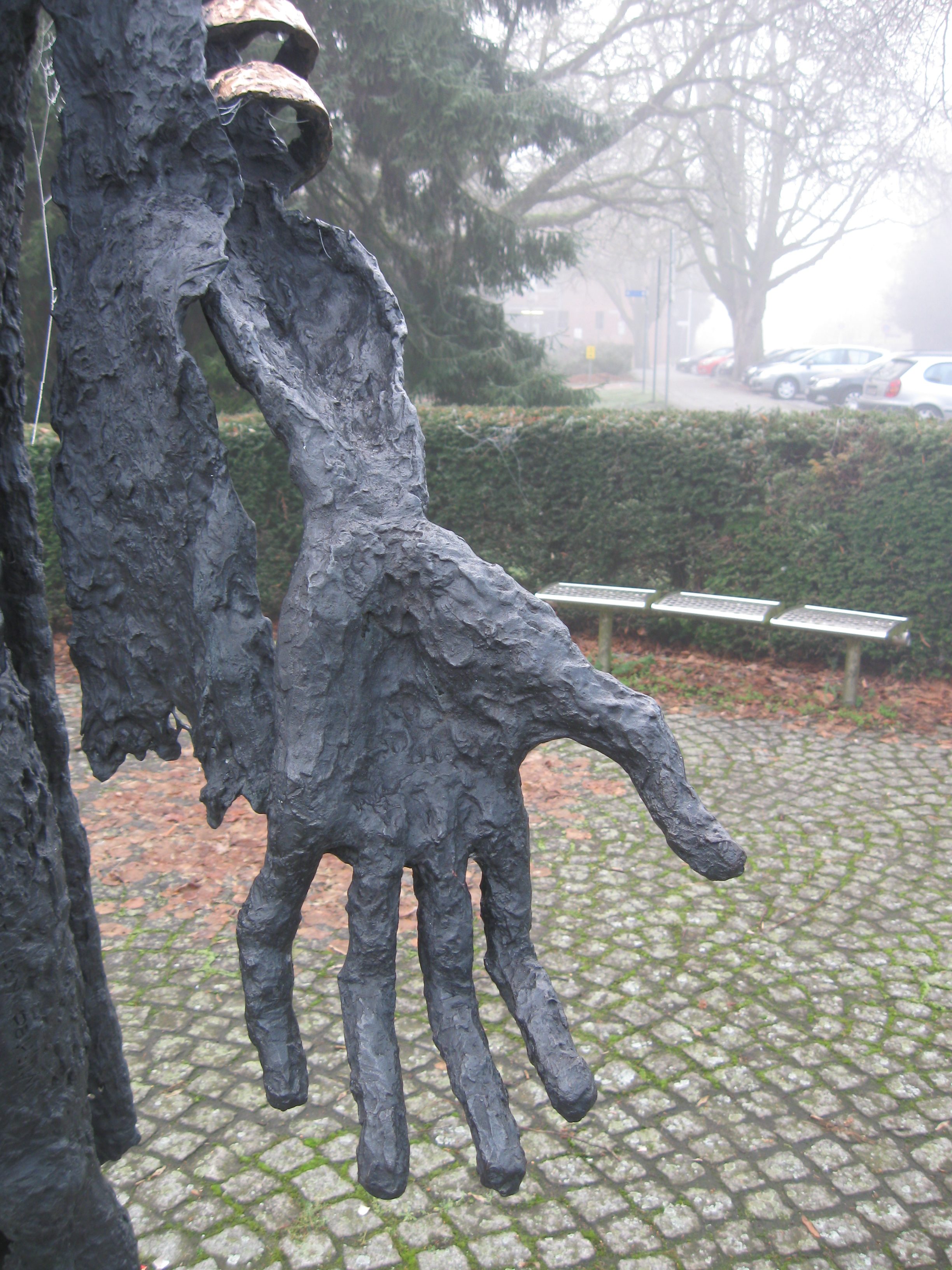
Detail der linken Hand
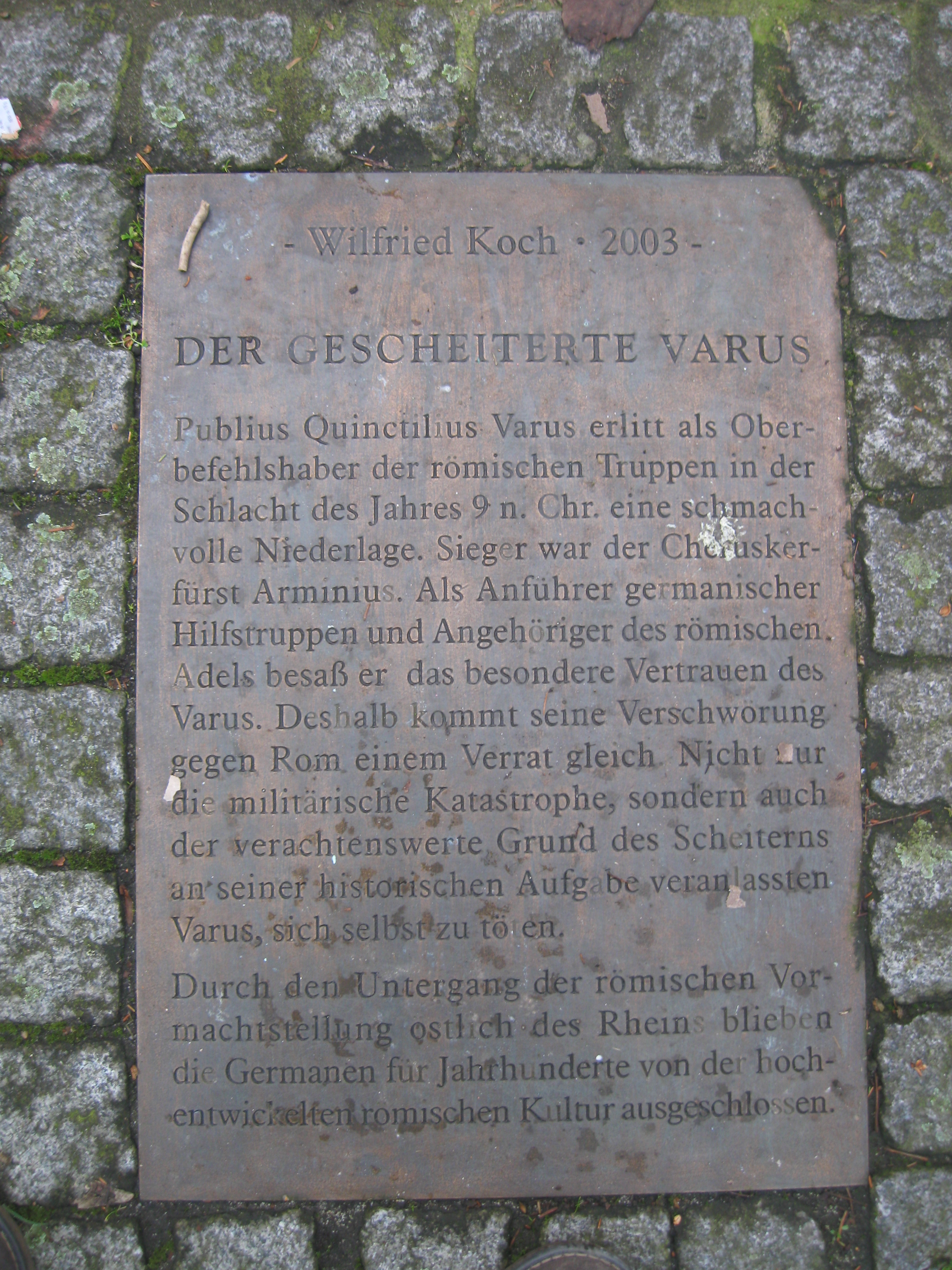
Erklärungstafel

Die markanten Hände der Figur sind ein besonderes Markenzeichen des Bildhauers Wilfried Koch, sogenannte „Koch-Hände“ sind zu einem Stilbegriff für seine Arbeiten geworden.